# Lilium kelleyanum
Lilium kelleyanum é uma espécie de lírio. A planta é endêmica da Sierra Nevada, Califórnia, na região oeste dos Estados Unidos.